# Parque Mapocho Río
El Parque Mapocho Río es un parque urbano que se encuentra ubicado en las comunas de Quinta Normal y Cerro Navia, en la ciudad de Santiago de Chile. 
Su nombre se debe a que se encuentra emplazado en la ribera urbana sur del río Mapocho, el principal cuerpo de agua que atraviesa la ciudad. Forma parte del tramo final de un megaproyecto de una ruta de parques continuos e interconectados entre sí, que parte desde el Parque Escrivá de Balaguer en Lo Barnechea, culminando en este parque por el sector norponiente de Santiago. Integra la red de parques de la ribera sur del río Mapocho, limitando al norte con el Cicloparque Mapocho 42K, al este con el parque de la Familia y al oeste con Avenida La Estrella. Con la inauguración del Mapocho Río, los parques Mapocho Poniente y el Parque Ceremonial Mapuche pasaron a formar parte del Mapocho Río, convirtiéndose en un solo parque.
El tramo I del parque, ubicado en la comuna de Quinta Normal fue inaugurado el 14 de septiembre de 2022, mientras que el tramo II fue inaugurado el 24 de julio de 2023. Los últimos tramos del parque (los tramos III, IV, V y VI) fueron inaugurados el 4 de marzo de 2025.

## Historia
El proyecto fue una de las propuestas del segundo gobierno de Sebastián Piñera en materia de urbanismo, siendo aprobado el presupuesto para la construcción por el Ministerio de Hacienda en septiembre de 2019, avaluado en 84,5 mil millones de pesos, uno de los proyectos más costosos de este tipo. En mayo del mismo año, se realizó una consulta ciudadana en las comunas involucradas, con el fin de que la edificación del parque y la incorporación de sus elementos sea de forma participativa en conjunto a los vecinos que serán los usuarios. El 27 de enero de 2021, el presidente Sebastián Piñera junto al Ministro de Vivienda y Urbanismo (MINVU), Felipe Ward, asistieron a la ceremonia de iniciación de obras del parque urbano. La dirección del proyecto estuvo a cargo de Paola Gacitúa, arquitecta del Ministerio de Vivienda y Urbanismo y diseñado por los arquitectos Hernán Fontaine y Diego Labbé. El proyecto formó parte de un plan del MINVU, ejecutado por la unidad de Proyectos Emblemáticos, para incrementar progresivamente los parques urbanos de las comunas con menos cantidad de áreas verdes por kilómetro cuadrado, uno de los indicadores considerados de la calidad de vida de sus habitantes. Así como también una manera de eliminar los vertederos de basuras improvisados e ilegales que se han formado a los alrededores del cuerpo fluvial, representando un riesgo sanitario para los habitantes de las cercanías.
El primer tramo del parque, fue inaugurado el 14 de septiembre de 2022 en la comuna de Quinta Normal, en una ceremonia encabezada por el Ministro de Vivienda y Urbanismo (MINVU) Carlos Montes Cisternas, por la Ministra de la SEGEGOB Camila Vallejo, la Alcaldesa de Quinta Normal Karina Delfino y por el Alcalde de Cerro Navia Mauro Tamayo.
El segundo tramo del parque, fue inaugurado el 24 de julio de 2023 en la comuna de Quinta Normal, en una ceremonia encabezada por el presidente Gabriel Boric, el Ministro de Vivienda y Urbanismo (MINVU) Carlos Montes Cisternas, el gobernador de la región Metropolitana Claudio Orrego, la delegada presidencial de la región metropolitana Constanza Martínez, la Alcaldesa de Quinta Normal Karina Delfino y por el Alcalde de Cerro Navia Mauro Tamayo.
Se esperaba que los últimos tramos del parque fueran inaugurados el 25 de enero de 2025, sin embargo, tras la negativa de Cerro Navia, el evento fue cancelado. Según asegura Parquemet, la inauguración será en febrero. El retraso en la entrega se debió a qué los tramos finales han sido afectados por el paso del tiempo y actos de vandalismo, incluyendo ingresos no autorizados y robos.
El 22 de febrero de 2025 se inició la marcha blanca de la apertura del parque en los tramos III, IV, V y VI ubicados en la comuna de Cerro Navia, por lo cual las personas podían visitar las instalaciones del parque hasta la espera de la inauguración definitiva de dichos tramos, que se encontraban en reparación. La inauguración de estos últimos tramos del parque se realizó el 4 de marzo de 2025.

## Áreas verdes y flora nativa

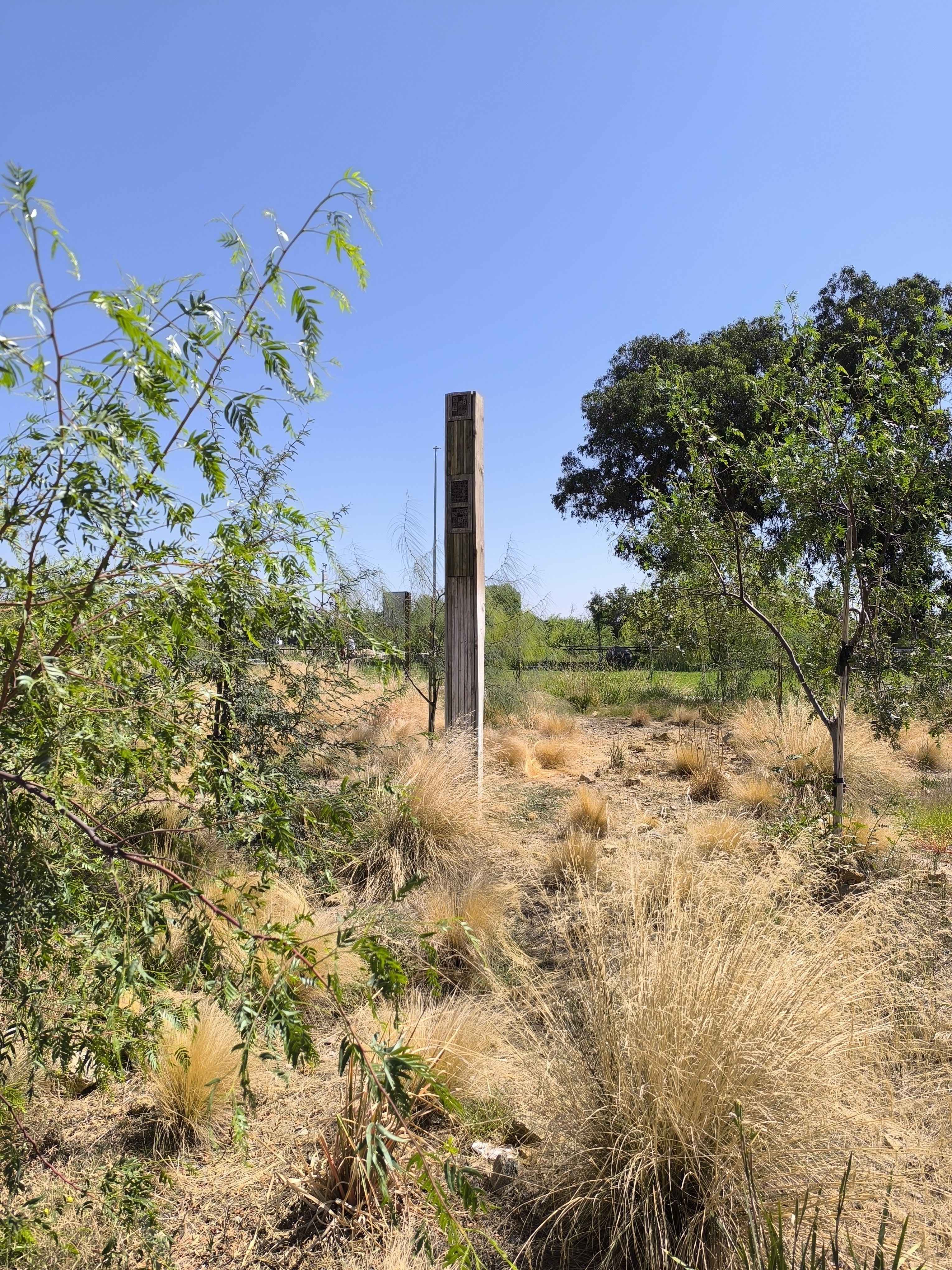
Área con densa vegetación en el tramo 6B del parque; el pilar de manera sostiene un hotel de insectos.

El parque abarca aproximadamente 52 hectáreas a lo largo de 9 kilómetros, extendiéndose por las comunas de Quinta Normal y Cerro Navia, y su diseño paisajístico se centra en la incorporación de flora nativa y especies de origen mediterráneo de bajo consumo hídrico, adaptadas al clima local y que contribuyen a la sostenibilidad del ecosistema. Se considera que el parque cuente con más de 6500 árboles. Entre las especies arbóreas presentes se encuentran:
- Grupo de ribera: compuesto por Salix humboldtiana (sauces chilenos).
- Grupo esclerófilo: incluye Quillaja saponaria (Quillay), Schinus molle (Molle), Schinus polygamus (Huingán), Cryptocarya alba (Peumo), Peumus boldus (Boldo), Aristotelia chilensis (Maqui) y Jubaea chilensis (Palma chilena).
- Grupo xerófito: formado por Schinus molle (Pimientos), Ceratonia siliqua (Algarrobos) y Geoffroea decorticans (Chañares).

Otros ejemplares de flora presente a lo largo del parque que se pueden hallar son Sysirinchium striatum (Huilmo), Alstroemeria ligtu subsp. simsii (Flor del gallo), Olea europaea (Olivo) y Vachellia caven (Espino), entre múltiples otras.
Además de la arboleda, se ha seleccionado una variedad de arbustos y herbáceas nativas que no superan el metro de altura y requieren bajo consumo de agua, favoreciendo los servicios ecosistémicos al proporcionar hábitats para aves, reptiles pequeños y abejas.
El parque también cuenta con dos lagunas artificiales: una destinada a la práctica de deportes náuticos y otra enfocada en la conservación e inserción de fauna y vegetación propias de la cuenca del río Mapocho.

## Infraestructura

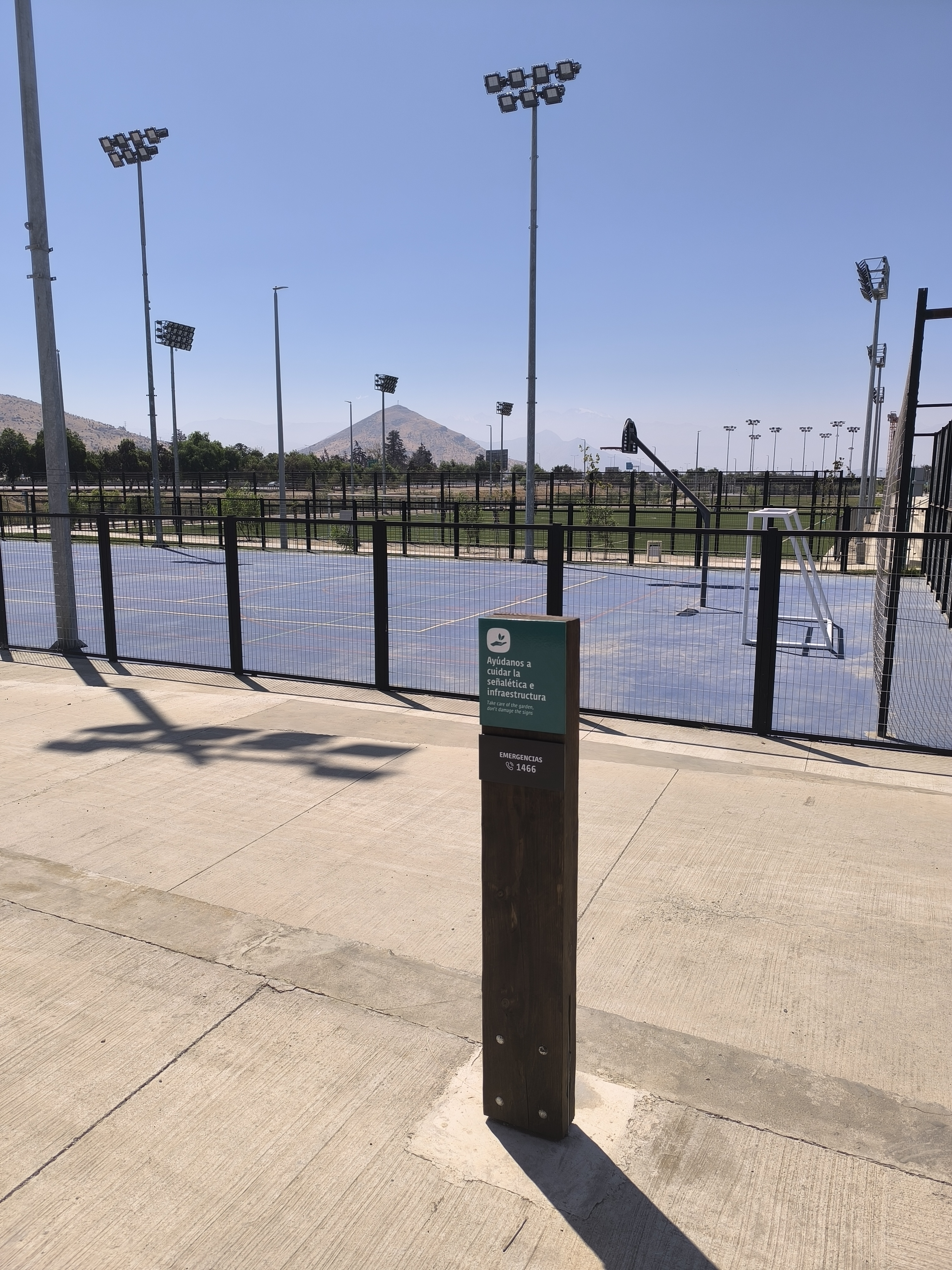
Canchas polideportivas.

Debido a sus dimensiones, el parque es uno de los espacios públicos más grandes de Santiago. Su infraestructura ha sido diseñada para ofrecer una amplia variedad de actividades deportivas, recreativas y culturales, además de garantizar accesibilidad y comodidad para todos sus visitantes.

### Deportes
El parque dispone de diversas instalaciones deportivas, entre las que se encuentran canchas de fútbol y multicanchas habilitadas para la práctica de deportes como básquetbol y voleibol. Además, cuenta con dos skateparks diseñados para la práctica de skateboarding, un patinódromo, espacios para ajedrez, mesas de ping-pong, una cancha de hockey, una pista de patinaje artístico y un bikepark con circuitos adaptados para el ciclismo de montaña y BMX.

### Esparcimiento

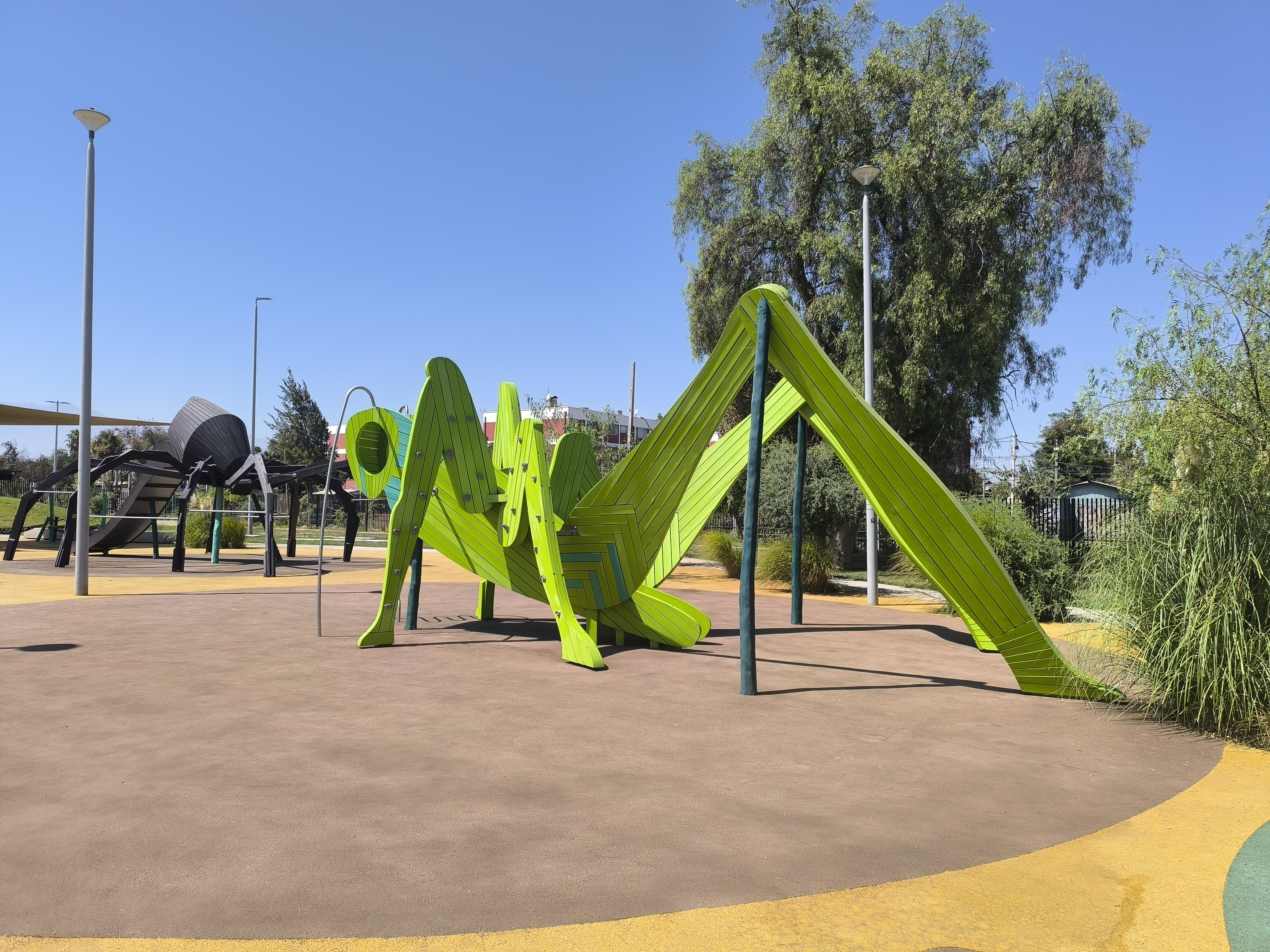
Zona de juegos infantiles.

En cuanto a las áreas de esparcimiento, el parque cuenta con zonas de juegos infantiles equipadas con estructuras seguras y modernas (incluyendo tres grandes estructuras de madera fabricadas por Monstrum en Dinamarca), áreas de picnic con mesas y bancas distribuidas a lo largo del recinto. Además, se han dispuesto amplias zonas de descanso con mobiliario urbano. Destacan también dos lagunas artificiales, una de las cuales está orientada a la práctica de deportes náuticos —Laguna Poniente—, mientras que la otra ha sido concebida como un espacio de conservación de flora y fauna acuática nativa.
El parque también se ha concebido como un espacio para el desarrollo de actividades culturales y comunitarias. En su interior, se encuentran anfiteatros que funcionan como escenarios para presentaciones artísticas y eventos ciudadanos, así como plataformas artísticas y explanadas habilitadas para la realización de ferias, conciertos y diversas actividades masivas.

### Servicios públicos

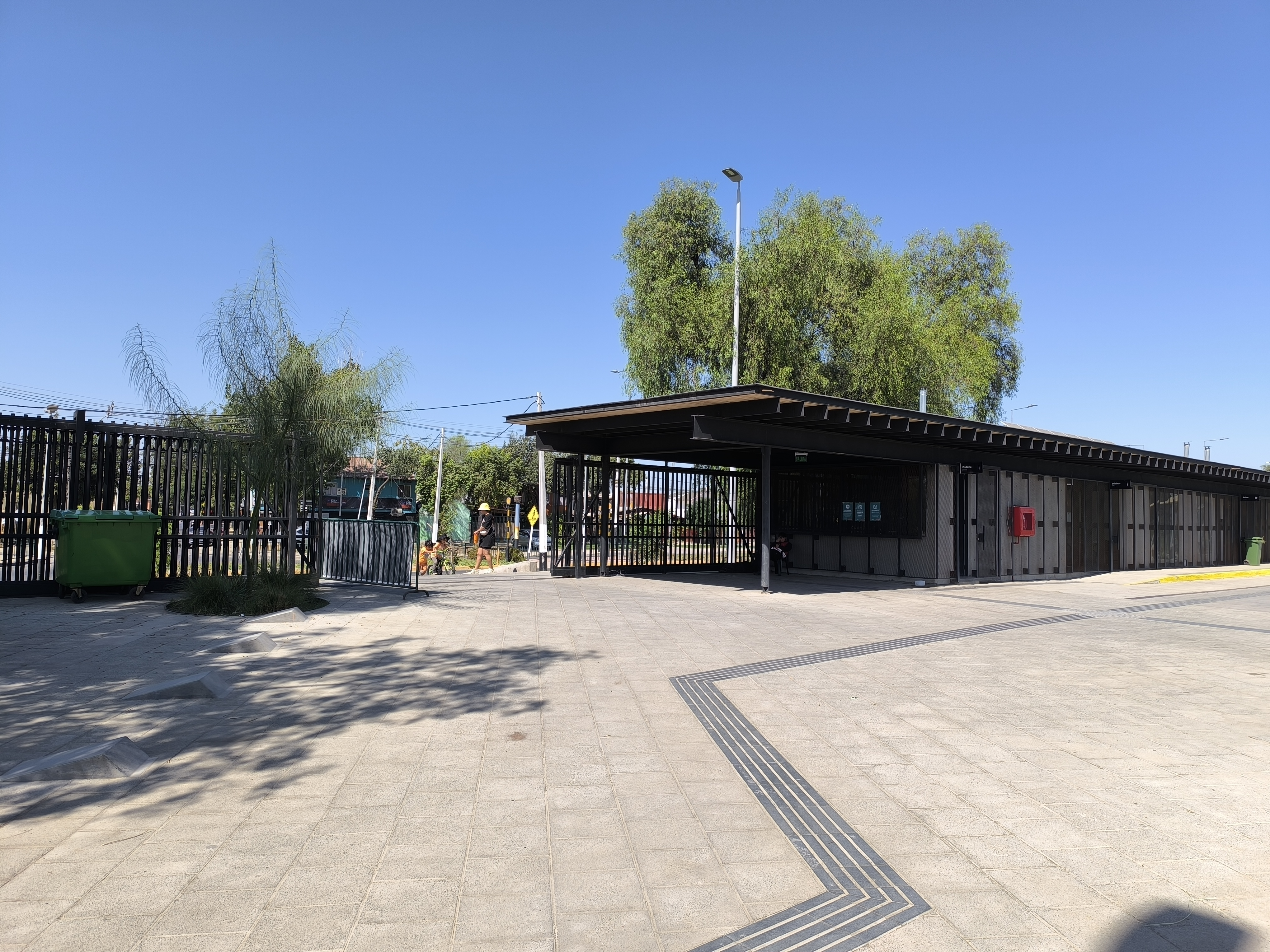
Portería, baños públicos y oficinas administrativas.

El parque cuenta con infraestructura de servicios públicos que incluye baños distribuidos en distintos sectores, camarines para deportistas y un circuito canino diseñado para el esparcimiento y entrenamiento de mascotas.
Junto a cada ingreso al parque existe un espacio para guardias de seguridad, punto de información, y oficinas administrativas. Existen planes de construir una tenencia de Carabineros en el tramo 5A entre  las calles Rolando Petersen y Profesor Darío Salazar.[cita requerida]
Además, el Parque Mapocho Río forma parte de la red de ciclovías urbanas de Santiago, integrándose a la ruta Mapocho 42K, que permite recorrer la ciudad en bicicleta de manera segura.

### Arte

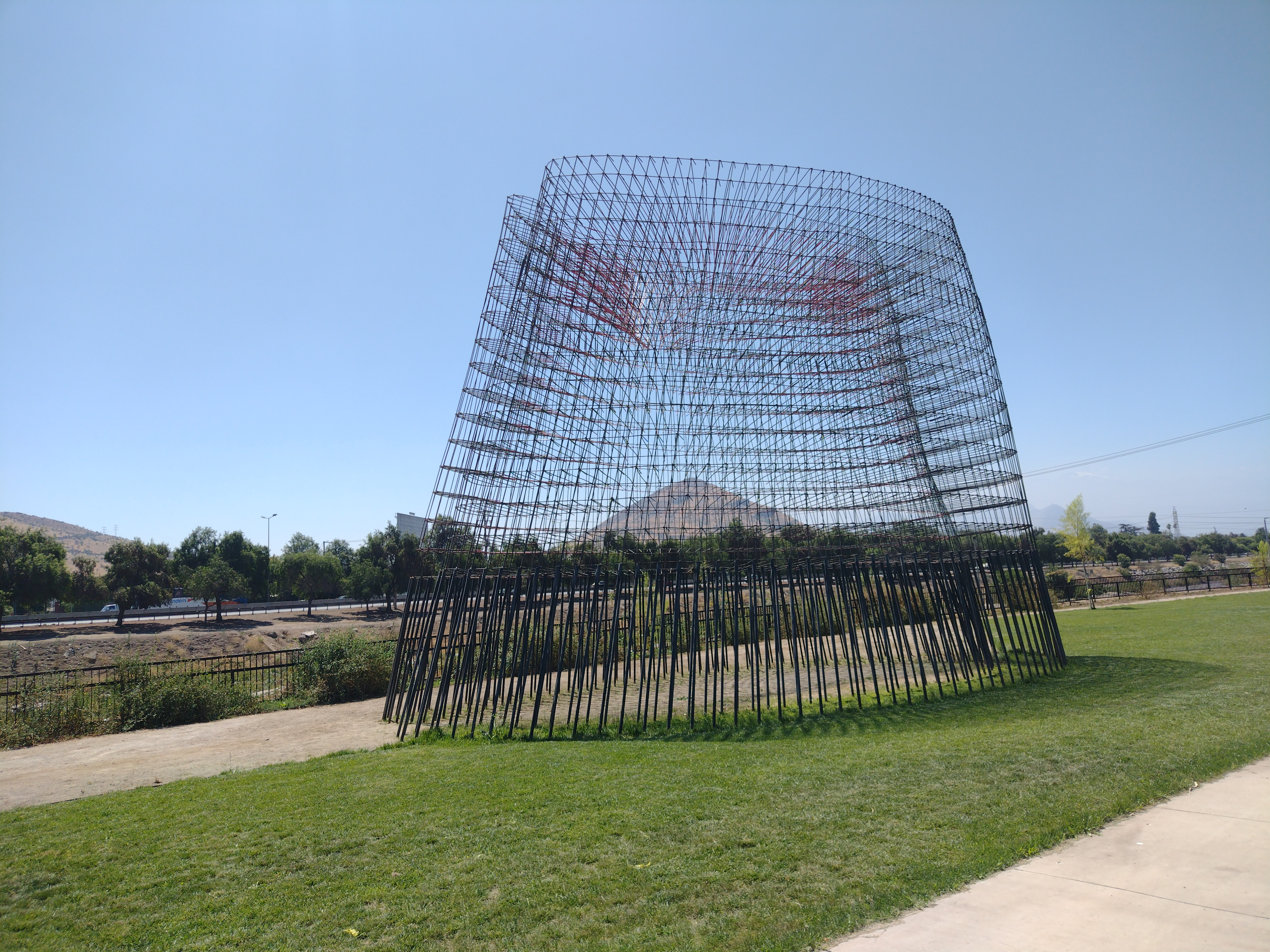
Escultura «Tejiendo identidades», en el tramo 4A del parque.

Dentro del parque se encuentran distintas obras desarrolladas por distintos artistas nacionales.
El monumento «Tejiendo identidades», una obra dedicada a homenajear a las mujeres de Chile. Esta escultura, que alcanza los 10 metros de altura, fue diseñada por Josefina Guilisasti, Cecilia Puga, Paula Velasco y Bárbara Barreda, y se concibió como una respuesta a la escasa representación de la mujer en el espacio público chileno. La iniciativa surgió en 2021 con el objetivo de visibilizar el rol de las mujeres en la historia y la sociedad chilena, a través de una convocatoria abierta a escultoras, arquitectas y diseñadoras. Más de 50 propuestas fueron evaluadas en un concurso que establecía como requisito evitar estereotipos visuales de la mujer mediante figuras humanas, promoviendo en cambio una interpretación abstracta de su representación.

### Sostenibilidad ambiental

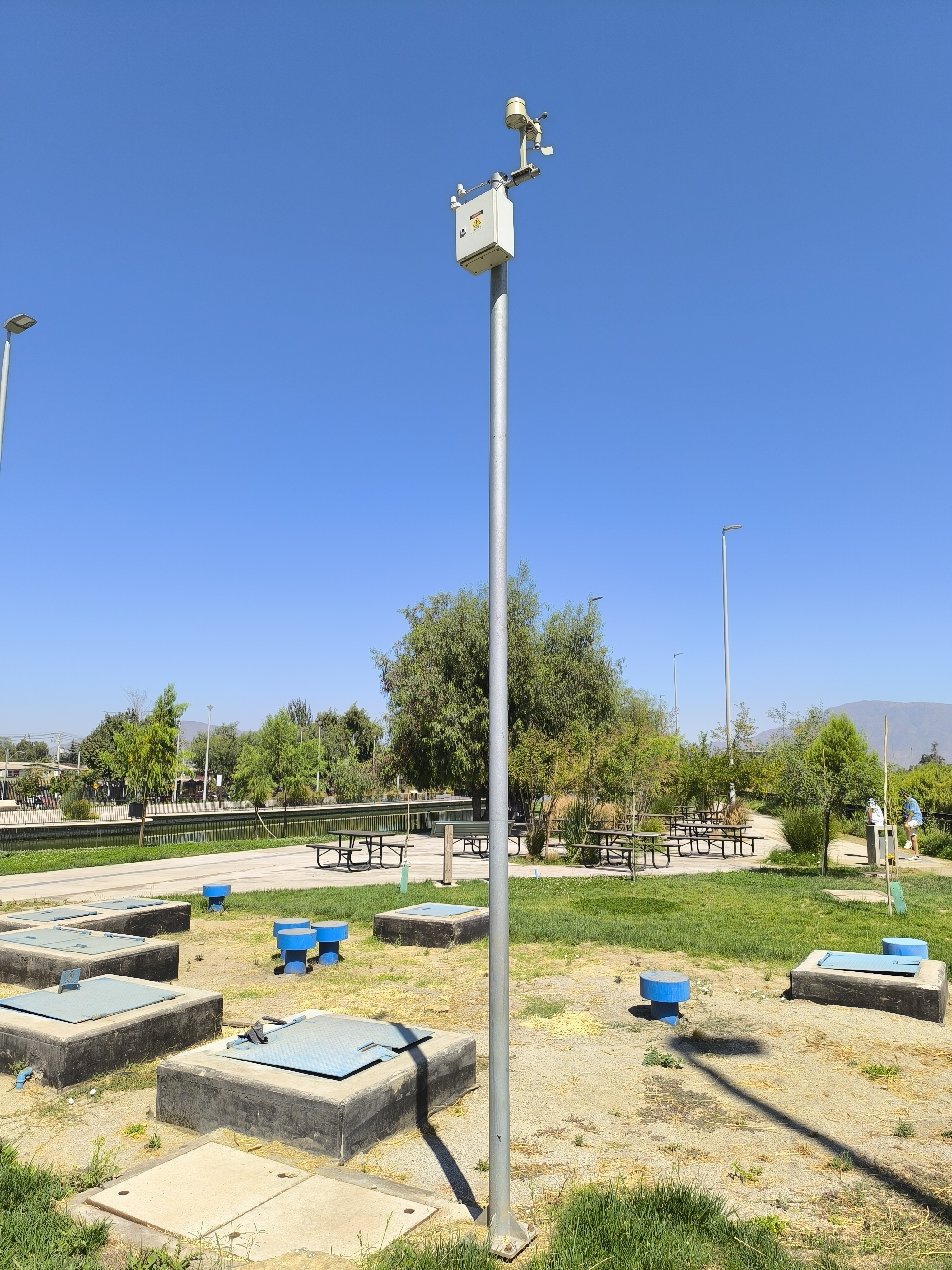
Sector de gestión de aguas, y una estación meteorológica con un anemómetro visible.

El parque ha sido concebido con un enfoque de sostenibilidad, incorporando innovaciones en el uso eficiente de los recursos hídricos, materiales reciclados y un diseño paisajístico adaptado al entorno. Estas medidas buscan minimizar el impacto ambiental del parque, optimizar su mantenimiento y fomentar la resiliencia ecológica en un contexto de escasez hídrica.

Uno de los aspectos clave en la sostenibilidad del parque es la gestión del agua. Para reducir el consumo de agua potable, se ha implementado un sistema de captación de aguas subterráneas, junto con un mecanismo de recolección y reutilización de aguas grises provenientes de duchas y lavamanos. Además, el sistema de riego tecnificado funciona con sensores inteligentes que optimizan la distribución del agua según las necesidades específicas de cada área verde, evitando pérdidas innecesarias. El diseño paisajístico también ha sido desarrollado con criterios de bajo consumo hídrico. La selección de especies vegetales incluye una predominancia de flora nativa y xerofítica, adaptada a las condiciones climáticas locales. Se ha reducido significativamente la superficie de césped tradicional, reemplazándolo por especies de menor requerimiento hídrico, arbustos y cubresuelos que permiten un ahorro considerable de agua. En zonas de tránsito peatonal y deportivas, se han incorporado superficies de maicillo y recortán, materiales que permiten la infiltración del agua de lluvia y reducen la erosión del suelo.
Otro elemento innovador es el uso de materiales reciclados en la infraestructura del parque. Los juegos infantiles y las áreas deportivas han sido diseñados con pavimentos de caucho reciclado proveniente de neumáticos en desuso, lo que permite una superficie porosa, antideslizante y con capacidad de absorción de impactos. Asimismo, en áreas ajardinadas se ha utilizado mulch ornamental elaborado con madera triturada, contribuyendo a la conservación de la humedad del suelo y la reducción del consumo de agua en el riego. Material orgánico que sean desechos de poda es manejado en zonas dedicadas al compostaje.[cita requerida]

## Tramos
El parque se compone de seis tramos, distribuidos de la siguiente forma:

### Tramo 1
Se ubica en la comuna de Quinta Normal, entre Pasaje Nueve y el Puente Los Suspiros, se compone de multicanchas, skatepark, ciclovía mapocho 42K, zona de parkour, mesas de ping pong, juegos infantiles, juegos de agua, miradores, zonas de pícnic, circuito canino, camarines y baños. Este tramo fue inaugurado el 14 de septiembre de 2022.

### Tramo 2
Se ubica en la comuna de Quinta Normal, entre el Puente Los Suspiros y Avenida Carrascal, se compone de: cancha de futbol profesional, multicancha, skatepark, pista de patinaje competitivo, ciclovía mapocho 42K, cancha de hockey, juegos infantiles, juegos de agua, miradores, rocódromos, muros de escalada, zona de árboles y jardines, camarines y baños. Este tramo fue inaugurado el 24 de julio de 2023.

### Tramo 3

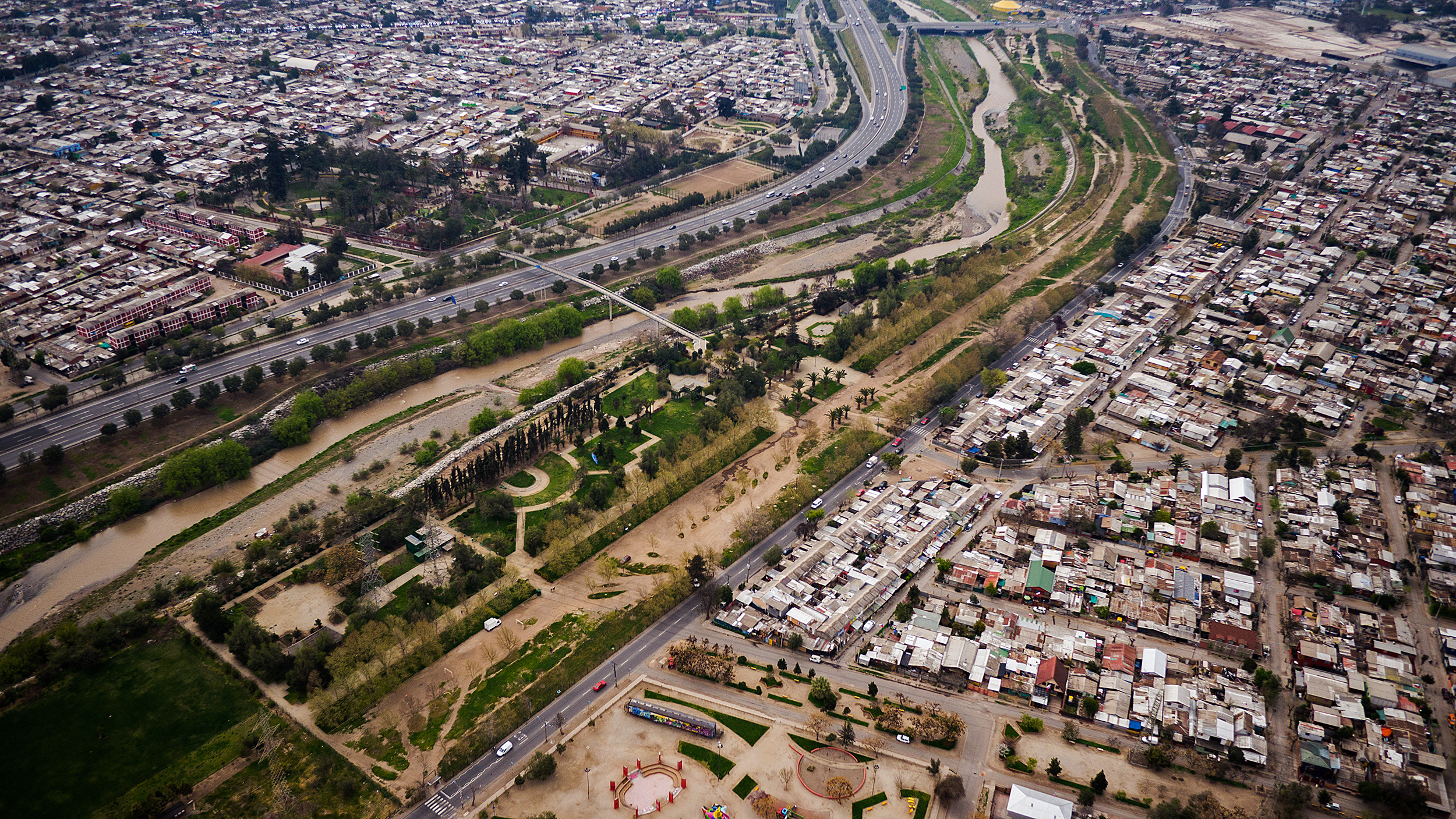
Vista aérea del aquel entonces Parque Mapocho Poniente (2013).

Originalmente era el Parque Mapocho Poniente, el cual fue un parque urbano ubicado en la comuna de Cerro Navia, en la ciudad de Santiago, Chile. Este tramo se encuentra entre Avenida Carrascal y calle Ampere y se extiende por cerca de un kilómetro, con cierre perimetral por la Avenida Costanera Sur, entre Avenida Carrascal al este y calle Santos Luis Medel al oeste. Es administrado por Parquemet, y ha contado con un anfiteatro, instalaciones deportivas, juegos infantiles, flora de especies nativas y pérgolas.
Actualmente, el terreno —incluyendo su infraestructura y vegetación ya existente— que ocupaba este parque ha sido incorporado al tramo 3 del Parque Mapocho Río. Este trabajo además contempló la incorporación de una pista atlética, plazas deportivas, zonas de máquinas de ejercicios, ciclovía Mapocho 42K, mesas de ping pong y ajedrez, además del ya existente Parque Ceremonial Mapuche. También incluye un anfiteatro, plaza de circuito canino, zonas para pícnic, juegos infantiles, juegos de agua, pérgola, quinchos y baños. Este tramo fue inaugurado el 4 de marzo de 2025.

### Tramo 4
Se ubica en la comuna de Cerro Navia, entre calle Ampere y Avenida Rolando Petersen, se compone de: anfiteatro, juegos infantiles, centro cultural, fuente de agua, bajada al río, explanada para eventos y baños. En este tramo se ubicaba el Parque Mapocho Poniente. Este tramo fue inaugurado el 4 de marzo de 2025.

### Tramo 5
Se ubica en la comuna de Cerro Navia, entre Avenida Rolando Petersen y Avenida La Estrella, se compone de: cancha de futbol pasto, skatepark, multicanchas, canchas de tenis, plataformas artísticas, zona para parkour, juegos infantiles, memorial mirador Cerro Renca y baños. Este tramo fue inaugurado el 4 de marzo de 2025.

### Tramo 6
Se ubica en la comuna de Cerro Navia entre Avenida La Estrella y Diagonal Reny hasta cruce Costanera Sur con calle Lanalhue (Caletera Ventisquero). Este tramo fue inaugurado el 4 de marzo de 2025.
De oriente a poniente tiene un sector de juegos infantiles (Monstrum) con formas de araña, saltamontes y mariposa, Bikepark, bajada al río, juegos de agua, laguna de conservación de flora y fauna local, zona de juegos para niños con cuerdas y columpios, mesas de ping Pong y ajedrez, mesas de picnic y una gran laguna para deportes.